# Andries Mac Leod
Andries Hugo Donald Mac Leod (* 10. August 1891 in Ledeberg; † 28. März 1977) war ein belgisch-schwedischer Mathematiker und Philosoph.

## Leben
Mac Leod war der Sohn des Botanik-Professors in Gent Julius Mac Leod (1857–1919), der schottische Vorfahren hatte, und der Übersetzerin Florence Mac Leod, die unter anderem Pjotr Alexejewitsch Kropotkin übersetzte. 
Er besuchte das Athenäum in Gent und gründete dort einen philosophischen Zirkel, dem auch Marcel Minnaert angehörte, mit dem er zeitlebens befreundet war. 
Nach dem Abitur studierte er Mathematik und Physik an der Universität Gent mit der Promotion 1914 über  Hydrodynamik. Vom Ausbruch des Ersten Weltkriegs wurde er auf einer Reise nach Schweden überrascht, wo er den Krieg über blieb, in der Bibliothek von Gösta Mittag-Leffler arbeitete und Philosophie-Vorlesungen von Adolph Phalén (1884–1931) in Uppsala hörte. 
1921 ging er zurück nach Belgien, wo er Lehrer für Physik und Mathematik in Diest und Gent war. Gleichzeitig veröffentlichte er 1922 sein erstes Buch über Nichteuklidische Geometrie und 1927 sein erstes philosophisches Werk. 1939 zog er mit seiner schwedischen Frau nach Schweden.

## Ehrungen
- 1960 wurde er Ehrendoktor in Uppsala.

## Schriften (Auswahl)
- Introduction à la géometrie non-euclidienne. J. Hermann, Paris 1922 (Archive)
- Over een geval van wenteling eener ideale vloeistof, waarbij negatieve drukkingen optreden. In: Wis- en Natuurkundig Tijdschrift, Bd. 2 (1923), S. 22–60 (Über den Fall einer Rotation einer idealen Flüssigkeit, in der negative Drücke auftreten, Dissertation)
- Sur diverses questions se présentant dans l'étude du concept de réalité. J. Hermann, Paris 1927.
- Beskaffenhet och innehåll av ett medvetande. Kungl. Humanistiska Vetenskaps-Samfundet, Uppsala 1960 (Beschaffenheit und Inhalt des Bewußtseins)
- Verklighet och negation. Almqvist & Wiksell, Stockholm und Uppsala 1972 (Realität und Negation)
- Tre uppsatser om Hägerström. Zenon från Elea och relativitetsteorien. Uppsala 1973 (Drei Essays über Hägerström, Zenon von Elea und die Relativitätstheorie)